# Noctis
A Noctis magyar power metal együttes 2006-ban alakult Ajkán. Kezdetben Pray to Steel néven működtek, 2007-től vették fel a Noctis nevet. 2009-ben saját kiadásban megjelentették első albumukat Darkened Era címmel. Eddigre vált stabillá a zenekar felállása: Lévai Sándor (ének), Józsa Péter (gitár), Ludvai Krisztián (basszusgitár), Sütő Péter (dobok) és Szijjártó Tamás (billentyűsök). 2011-ben egy ötszámos mini-albummal bővült a diszkográfia, majd 2016-ban már a Nail Records kiadásában jelent meg a Genesis Corrupted nagylemez. 2017 végén a billentyűs Szijjártó Tamás elhagyta a csapatot, akit Molnár Gábor pótolt, majd Sütő Pétert váltotta Csillag Róbert a doboknál, később pedig Magos Bence került a dobok mögé.

## Tagok
Jelenlegi felállás
- Lévai Sándor – ének (2006–napjaink)
- Józsa Péter – gitár (2006–napjaink)
- Ludvai Krisztián – basszusgitár (2006–napjaink)
- Magos Bence – dob (2019–napjaink)
- Molnár Gábor – billentyűs (2017–napjaink)

Korábbi tagok
- Kovács Péter – dob (2006)
- Vörös Gergő – dob (2007)
- Mód Péter – dob (2007, 2008–2009)
- Szijjártó Tamás – billentyűs (2006–2014, 2016–2017)
- Balogh József - billentyűs (2017-2018)
- Sütő Péter – dob (2009–2017)
- Csillag Róbert (2019)

## Diszkográfia
- Darkened Era (2009)
- II (EP, 2011)
- Genesis Corrupted (2016)

## További információ
- Noctis hivatalos honlap (archivált)